# Batiires
Batiires, auch Bati-ires und nach anderer Lesart Betrest, ist der Name einer frühägyptischen königlichen Hofdame, die nicht direkt zeitgenössisch belegt ist, sondern einmalig in einer zeitlich späteren Quelle erscheint. Eine Grabstele aus der 1. Dynastie könnte allerdings mit ihrer Person in Zusammenhang stehen.

## Belege
Der Name „Batiires“ erscheint in einer Inschrift auf dem Kairostein, dem Gegenstück zum Palermostein (5. Dynastie, Herrschaft des Neferirkare). Dort wird sie ausdrücklich als „Mutter des Königs“ (ägypt. Mut-nesut) von Semerchet (1. Dynastie) betitelt. Da Semerchet der direkte Nachfolger von König Anedjib war, wird im Umkehrschluss vermutet, dass Batiires vielleicht Anedjibs Mutter und/oder Gemahlin war. Belege hierfür fehlen allerdings bislang.
In Abydos fand sich in einem Nebengrab der Nekropole des Königs (Pharao) Den eine verhältnismäßig große, polierte Grabstele aus Kalkstein, auf dem die Namensreste „Seret...“, die Darstellung eines Horusfalken, sowie Reste eines Determinativs für eine sitzende Frau erhalten sind. Unglücklicherweise sind zwei Drittel der Stele so stark erodiert und beschädigt, dass der Name möglicherweise nur in Teilen erhalten ist. Nahe der rechten Kante, deutlich abseits des Namens, ist ein Horus-Falke zu sehen, der sehr wahrscheinlich zu einem Königinnentitel gehörte, wie er für königliche Gemahlinnen der Frühzeit gängig war: Entweder lautete er Remnet-Hor („Die den Horus trägt“) oder Maa(t)-Hor („die den Horus schaut“). Damit wäre die Grabbesitzerin zumindest eindeutig als eine Königin ausgewiesen. Die Stele befindet sich heute im Louvre.

## Zum Namen
Die Schreibweise von Batiires Namen auf dem Palermostein hat im Laufe der Forschung zu verschiedenen Lesungen geführt. Henri Gauthier liest Tef-ti-iriset, I. E. S. Edwards und Toby Wilkinson lesen Bat-iri-set. Peter Kaplony wiederum liest Bat-ir-ites. Gemäß Edwards, Wilkinson und Kaplony bedeutet der Name „Mutterschaft ist ihr Begleiter“. Silke Roth hingegen transkribiert Bati-ires und übersetzt dies mit „Bati sei ihr zugewandt“. Bati war eine Lokalgöttin, die bereits in prädynastischen Zeiten besonders von werdenden Müttern, aber auch kinderlosen Frauen, als Fruchtbarkeitsgöttin verehrt wurde.
Der Name auf der Grabstele hingegen ist Gegenstand offener Forschungen und Interpretationen. Die Probleme ergeben sich aus dem Umstand, dass das Widdersymbol, Gardiner-Zeichen E11, in frühdynastischer Zeit noch Ser gelesen wurde und „Schaf“, „Widder“ oder (sinnbildl.) „Vorfahr“ bedeutete. Ab der 2. Dynastie stand er auch als Determinativ für den Gott Chnum und ab der 3. Dynastie konnte er als bildliche Repräsentation der menschlichen Seele stehen. Dann wurde er Ba gelesen. Auf der Stele wird der Widder als „Ser“ zu lesen sein, worauf die Hieroglyphe S29 (als „S“ gelesen, rechts vom Widder) hinweist. Gemeinsam mit der Hieroglyphe X1 (als „t“ gelesen, unter dem Widder) ergibt sich die Lesung „Seret“. Da aber der Bereich der Stele unter der Hieroglyphe X1 vollständig erodiert und zerkratzt ist, ist es schwer zu sagen, wie der Name der Dame wirklich gelautet hatte.

## Identität
Es gibt Versuche, die Dame auf dem Kairostein mit der Dame aus Abydos gleichzusetzen. Die Namen beider Frauen werden mit den Zeichen E11, S29 und X1 geschrieben. Die Zeichen auf dem Kairo-Fragment legen nahe, dass der Widder hier als „Ba“ gelesen wurde, weil er mit der Hieroglyphe D58 (als „B“ gelesen) eingeleitet wird. Auf der Stele hingegen wird er als „Ser“ zu lesen sein. Es wird vermutet, dass die Schreiber des Kairo-Fragmentes 500 Jahre später die alte Lesung nicht mehr kannten und fälschlicherweise dem Widder die Lesung „Ba“ gaben.
Die Hofdame aus Abydos scheint eine besondere Stellung bei Hofe genossen zu haben, da ihr Grab im Vergleich zu den herkömmlichen Nebengräbern ungleich groß ist und nahe dem Haupteingang der königlichen Nekropole liegt. Die Grabkammer ist direkt vor dem Eingang zum Königsgrab in die Zugangspassage eingebettet, sodass sie besonders nahe am Grab des Königs liegt. Allerdings trifft diese Beschreibung auf zwei Gräber zu, von denen eines das der Dame gewesen sein dürfte. Beide Grabkammern flankieren den Eingang und sind, im Verhältnis zu den anderen Nebengräbern, auffallend groß. Die lagemäßig und architektonisch hervorgehobene Grabanlage, sowie die ungewöhnlich große und sorgfältig bearbeitete Stele beweisen, dass die Dame besondere Privilegien genoss, noch vor einer gewöhnlichen Gemahlin. Dies nährt die Theorie, wonach sie in der Tat eine Königsmutter war. Demnach wären Anedjib und Semerchet ihre Söhne gewesen. Die Hervorhebung des Grabes einer königlichen Hofdame erinnert an den ähnlichen Fall der Königin Meritneith.